# ليكاتا
لِكاتة أو (نقحرة: ليكاتا) أو لنقياذة أو لنبياذة (بالإيطالية: Licata)‏، مدينة إيطالية تقع على الساحل الجنوبي من جزيرة صقلية ضمن مقاطعة جرجنت، وتقع عند مصب نهر من سالسو (هيميرا قديما) وعلى منتصف المسافة تقريبا بين مدينتي جرجنت وجيلا. وهي ميناء رئيسي تطور خلال القرن العشرين، شحن الكبريت وتكريره الذي جعل ليكاتا أكبر المراكز الأوروبية المصدرة، والأسفلت، وأحيانا شحن الجبن.
إلى الغرب من المدينة الميناء هناك سلسلة من جيوب الشاطئية مفصولة برؤوس كاسر الأمواج البحرية بارتفاع 40 م.

## السكان
في سنة 1861 بلغ عدد السكان 14٬652 نسمة، وتطور العدد ليصل في سنة 2011 لـ 38٬125 نسمة.
يظهر هذا المخطط البياني تطور النمو السكاني لـ ليكاتا

## توأمة
لليكاتا اتفاقيات توأمة مع:
- راينهايم

## أعلام
- بياترو جراسو
- إنيو غوارنييري